# Alessandro Bastoni
Alessandro Bastoni (Casalmaggiore, 13 aprile 1999) è un calciatore italiano, difensore dell'Inter e della nazionale italiana, con cui è diventato campione d'Europa nel 2021.
Dopo gli inizi con Atalanta e Parma, nel 2019 esordisce con l'Inter, riuscendo ad affermarsi fin da subito nonostante la giovane età. Con i nerazzurri ha vinto due campionati italiani (2020-2021 e 2023-2024), due Coppe Italia (2021-2022 e 2022-2023) e tre Supercoppe italiane (2021, 2022 e 2023), oltre ad aver raggiunto una finale di UEFA Europa League (2019-2020) e due di UEFA Champions League (2022-2023 e 2024-2025). Con la nazionale italiana ha partecipato a due edizioni del campionato europeo (2021 e 2024) e a due edizioni della fase finale della UEFA Nations League (2020-2021 e 2022-2023).
A livello individuale è stato inserito tre volte nella squadra dell'anno AIC (2021, 2023 e 2024) ed è stato premiato come miglior difensore della Serie A nel 2023-2024 e nel 2024-2025, oltre ad essere stato inserito due volte nella squadra della stagione della UEFA Champions League (2022-2023 e 2024-2025).

## Biografia
È figlio di Nicola Bastoni, anch'egli calciatore professionista. Il padre, ex terzino della Cremonese, lo ha avvicinato al calcio. Nel gennaio del 2022 è nata Azzurra, la sua prima figlia; si è sposato nel maggio del 2023 con Camilla Bresciani.

## Caratteristiche tecniche

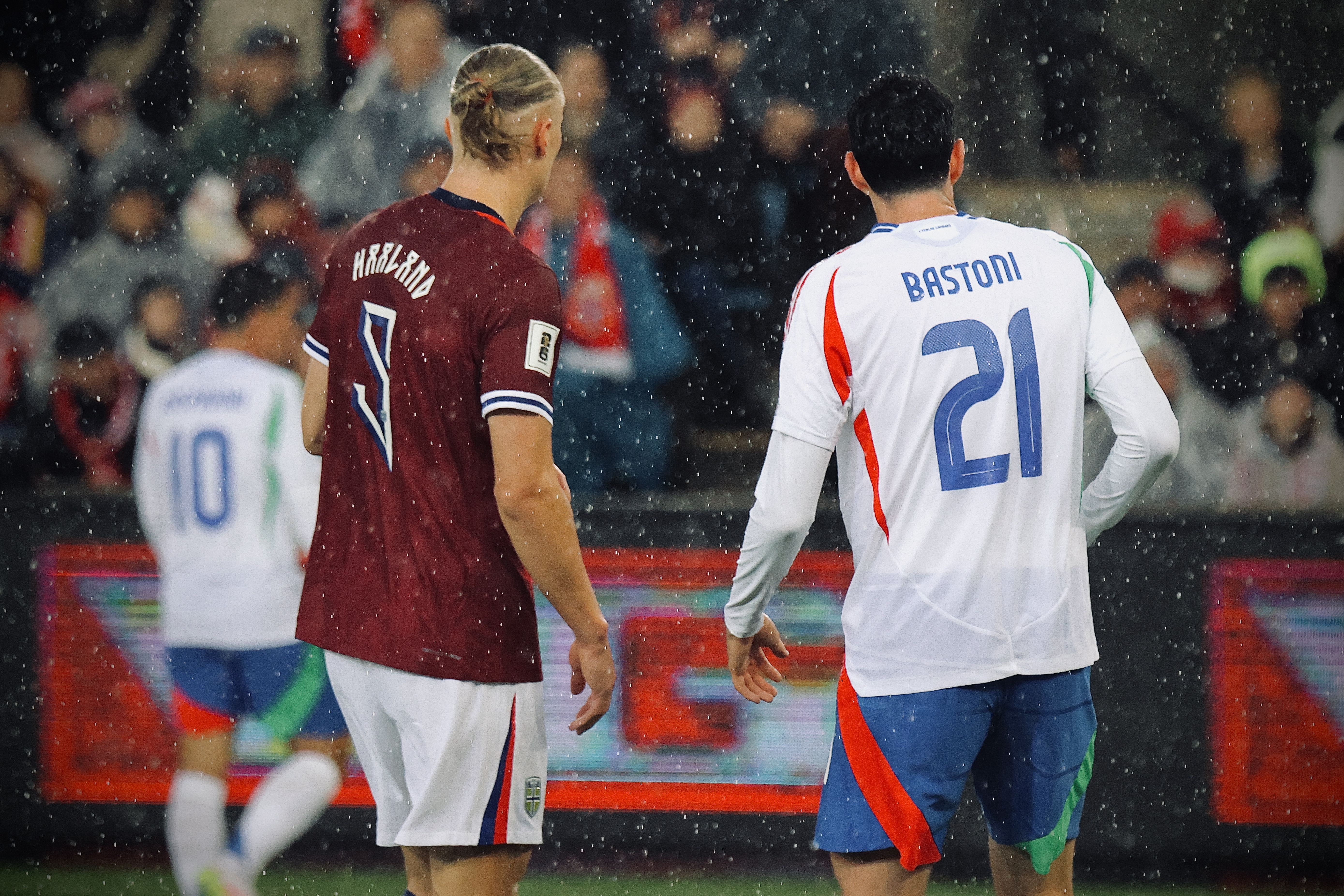
Bastoni (a destra) in nazionale nel 2025, in marcatura sul norvegese Erling Haaland.

Nel settore giovanile ha iniziato la carriera come laterale difensivo, ma si è poi affermato come difensore centrale.
Mancino di piede, si distingue per la precisione nei passaggi e per il controllo di palla. L'ottima visione di gioco, oltre alle qualità succitate, gli permettono di impostare il gioco dal basso, fungendo da regista aggiunto nella fase offensiva, alla quale poi è solito partecipare avanzando sulla trequarti per portare superiorità numerica e fornire assist. L'elevata statura lo rende inoltre abile nel gioco aereo, qualità che può sfruttare spingendosi in avanti per i calci piazzati.
Considerato uno dei difensori più promettenti della sua generazione, nel 2020 è stato inserito nella UEFA’s 50 top talents.

## Carriera

### Club

#### Gli inizi all'Atalanta
Muove i primi passi nel settore giovanile dell'Atalanta, compiendovi l'intera trafila.
Nella stagione 2016-2017 viene aggregato alla prima squadra guidata da Gian Piero Gasperini. L'esordio da professionista avviene il 30 novembre 2016, a 17 anni, nella gara di Coppa Italia vinta per 3-0 contro il Pescara. Il 22 gennaio 2017 debutta in Serie A, giocando titolare nell'incontro vinto per 1-0 contro la Sampdoria a Bergamo. Termina la stagione con 3 presenze in Serie A.
Nell'estate del 2017 viene acquistato dall'Inter, che lo lascia tuttavia in prestito biennale alla formazione bergamasca. Viene quindi inserito in prima squadra dall'Atalanta e ottiene 4 presenze in campionato, rimanendo anche a disposizione della formazione Under-19 con la quale disputa alcune gare del campionato Primavera 1.

#### Prestito al Parma
Nell'estate 2018 la società milanese rescinde anzitempo l'accordo con l'Atalanta, girando il calciatore in prestito al Parma. Il giovane Bastoni conquista in breve la fiducia del tecnico D'Aversa, venendo spesso schierato come difensore centrale titolare al fianco di Bruno Alves. Il 5 maggio 2019 realizza la prima rete in Serie A, nel pareggio per 3-3 contro la Sampdoria. Conclude la stagione con 24 presenze in campionato.

#### Inter
Di rientro dal prestito, viene confermato nella rosa dell'Inter guidata dal nuovo tecnico Antonio Conte. Esordisce con i nerazzurri il 28 settembre 2019, a 20 anni, in occasione del successo esterno ai danni della Sampdoria. Nel corso della stagione fornisce prestazioni di livello, dimostrando notevoli abilità tecniche, determinazione e coraggio nelle giocate, tanto da spodestare nelle gerarchie anche l'esperto difensore Diego Godín arrivato in estate a parametro zero. Il 19 gennaio 2020, nella gara pareggiata 1-1 contro il Lecce allo Stadio Via del mare, realizza il suo primo gol con l'Inter. Il successivo 27 febbraio fa il suo debutto nelle coppe europee, subentrando a Danilo D'Ambrosio nel secondo tempo della gara di ritorno dei sedicesimi di UEFA Europa League, vinta per 2-1 contro il Ludogorec. Il 28 giugno seguente, nella partita in trasferta contro il Parma, realizza la rete decisiva che regala la vittoria ai nerazzurri. Termina la stagione con 33 presenze in tutte le competizioni, disputando inoltre da titolare la finale di Europa League, nella quale i meneghini vengono sconfitti per 3-2 contro il Siviglia a Colonia.

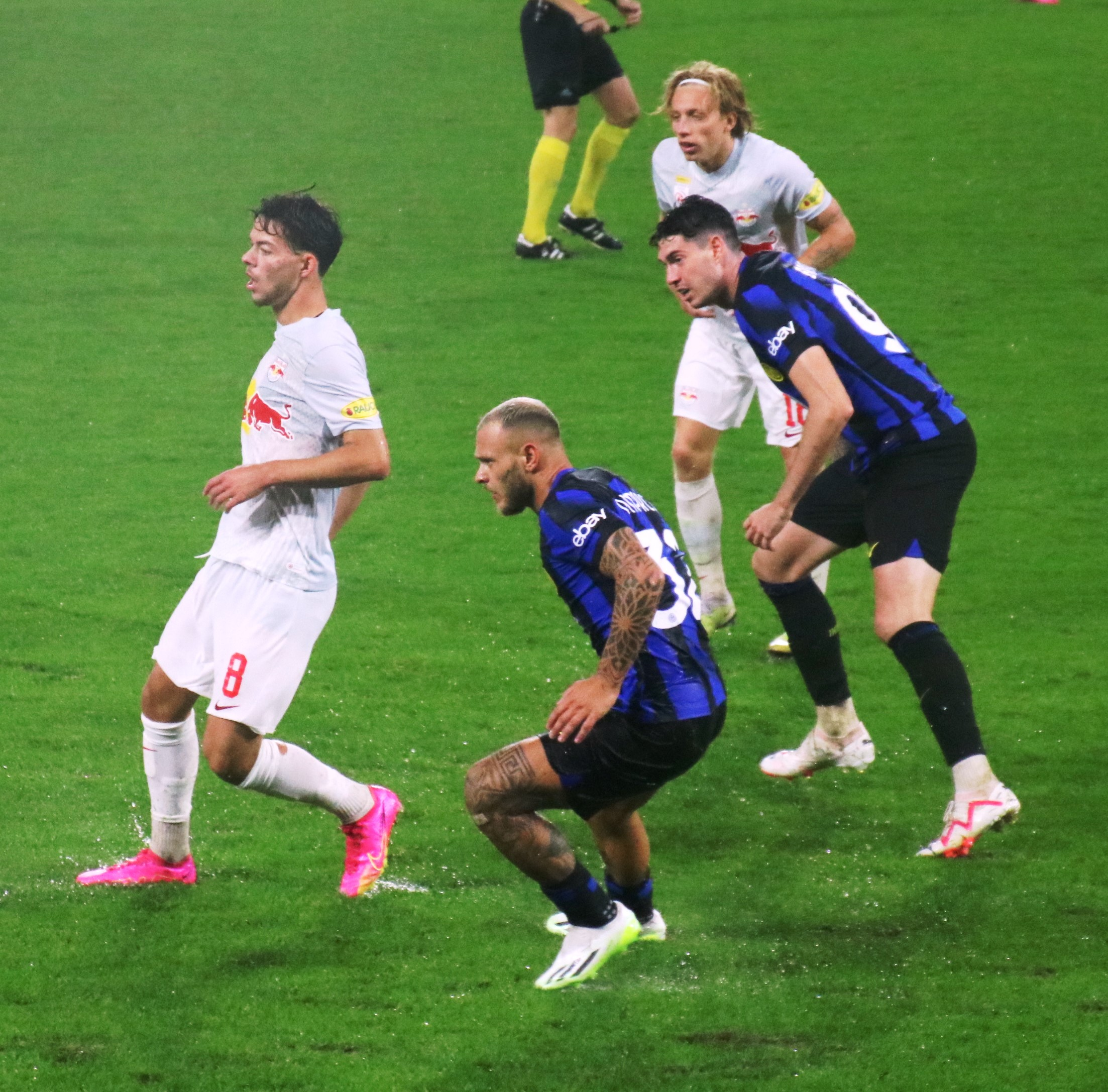
Bastoni (in secondo piano) in azione per l'Inter nel 2023, in un'amichevole precampionato contro il.

Nella stagione successiva costituisce un perno della squadra nerazzurra, incrementando di gara in gara il proprio rendimento. Il 21 ottobre 2020 fa il suo debutto in Champions League, entrando nella ripresa della prima partita della fase a gironi, pareggiata 2-2 in casa contro il Borussia Mönchengladbach. Il 23 dicembre, in occasione del successo contro il Verona, tocca quota 50 presenze con l'Inter. In campionato, complici le prestazioni del trio difensivo, nel girone di ritorno i nerazzurri ottengono una striscia di undici vittorie di fila che permettono all'Inter di ipotecare il tricolore. Lo scudetto diventa matematico il 2 maggio 2021, grazie alla vittoria sul Crotone e per il difensore si tratta del primo trofeo da professionista. Inoltre, l'apporto fornito dal trio difensivo, composto anche dai colleghi Milan Škriniar e Stefan de Vrij – noto come SDB –, oltre a dimostrarsi decisivo per la conquista dello scudetto, consente alla squadra nerazzurra di concludere il torneo con il minor numero di reti incassate (35).

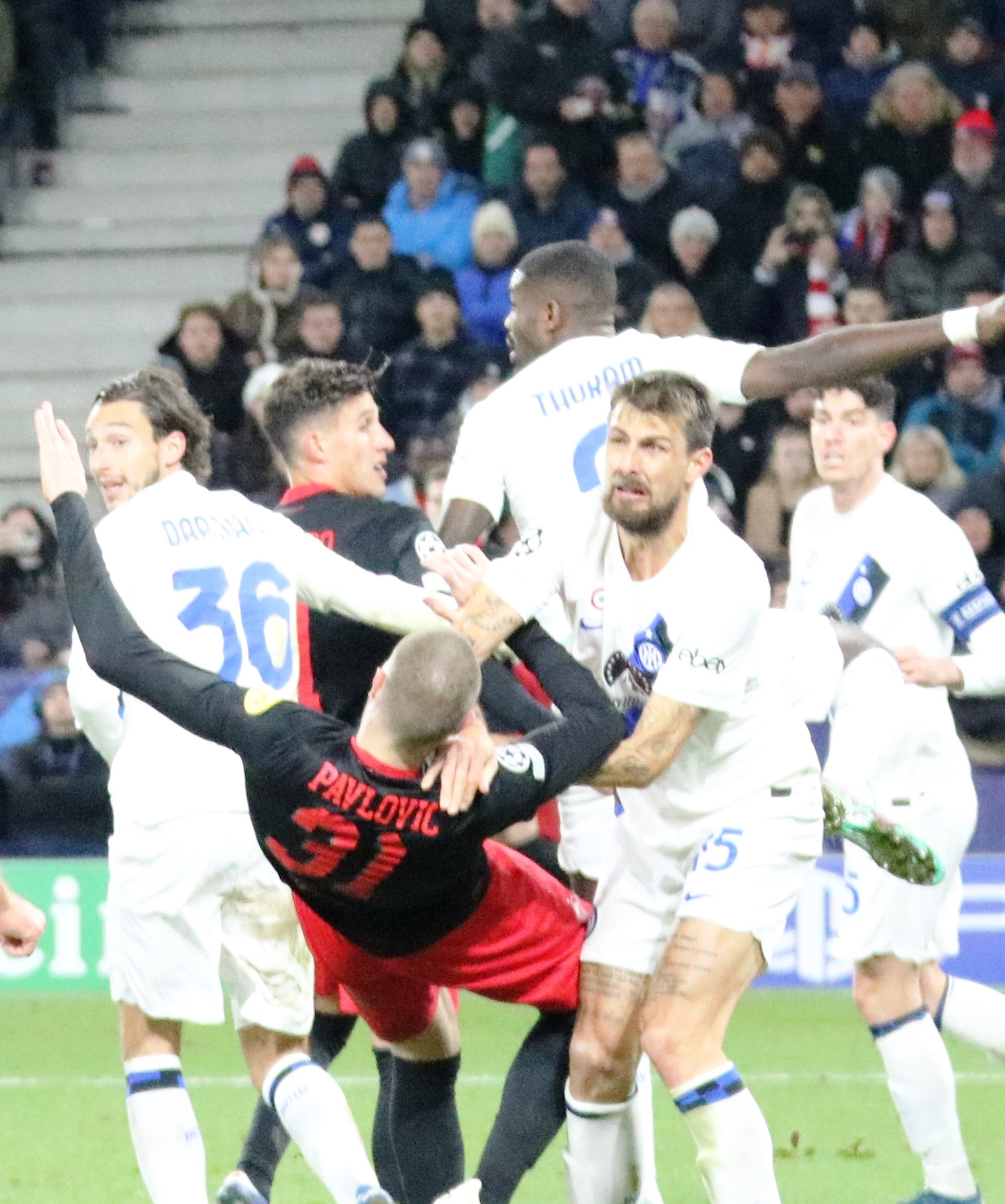
Da sinistra, in divisa bianca, Darmian, Acerbi e Bastoni, ovvero una parte del blocco italiano dell'Inter di inizio anni duemilaventi, durante una partita di Champions League contro il nel 2023.

Nella stagione 2021-2022 conferma il suo status di titolare nel modulo 3-5-2 utilizzato anche dal nuovo allenatore Simone Inzaghi, offrendo sin da subito prestazioni di spessore. Il 9 gennaio 2022, nella prima partita del nuovo anno, apre le marcature nella vittoria interna contro la Lazio (2-1), mentre tre giorni più tardi, il 12 gennaio, vince il suo secondo trofeo con l'Inter, la Supercoppa italiana, battendo per 2-1 la Juventus dopo i tempi supplementari. Quattro giorni dopo, in occasione del pareggio a reti bianche contro l'Atalanta a Bergamo, gioca la sua centesima gara in tutte le competizioni con l'Inter. L'8 marzo seguente è protagonista in positivo nella gara di ritorno degli ottavi di Champions League vinta per 1-0 contro il Liverpool ad Anfield, la quale tuttavia sancisce l'eliminazione dei meneghini. L'11 maggio, in virtù del successo contro la Juventus per 4-2 maturato ai tempi supplementari, si aggiudica il secondo trofeo stagionale, la Coppa Italia, mentre in campionato, dopo un testa a testa con il Milan conclusosi solo all'ultima giornata, i nerazzurri vedono sfumare il tricolore a favore dei rossoneri.
Nella stagione successiva vince il suo quarto trofeo con l'Inter, la Supercoppa italiana, battendo il Milan per 3-0. Il 24 maggio conquista la sua seconda Coppa Italia consecutiva, la nona della storia per il club nerazzurro, grazie alla vittoria per 2-1 in finale contro la Fiorentina. Il 10 giugno gioca da titolare nella finale di Champions League, persa per 1-0 contro il Manchester City. A livello individuale, tuttavia, viene inserito nella squadra della stagione della massima competizione europea.
L'8 novembre 2023, vista l'assenza di Lautaro Martínez e Nicolò Barella dalla formazione titolare, indossa per la prima volta dall'inizio la fascia da capitano dei nerazzurri, in occasione della partita di Champions League vinta per 1-0 contro il Salisburgo. Il 10 febbraio 2024 segna la sua prima rete stagionale, siglando il definitivo 4-2 in casa della Roma. Due mesi più tardi Bastoni festeggia il suo secondo scudetto con l’Inter e il 4 maggio contro il Sassuolo taglia il traguardo delle 200 presenze complessive in nerazzurro.

### Nazionale

#### Nazionali giovanili
Ha giocato in quasi tutte le nazionali giovanili, a partire dall'Under-15. Nel 2016 con l'Under-17 partecipa all'Europeo di categoria.
Esordisce in nazionale Under-21 l'11 ottobre 2018, subentrando al posto di Romagna nel secondo tempo della partita amichevole contro il Belgio disputata a Udine. Il 25 marzo 2019 realizza il suo primo gol con l'Under-21 nell'amichevole contro la Croazia (2-2) disputata a Frosinone. Nel 2019 viene convocato dal CT Di Biagio per l'Europeo Under-21 svolto in Italia, nel quale viene impiegato nelle tre gare disputate dagli Azzurrini, che vengono eliminati nella fase a gironi.

#### Nazionale maggiore

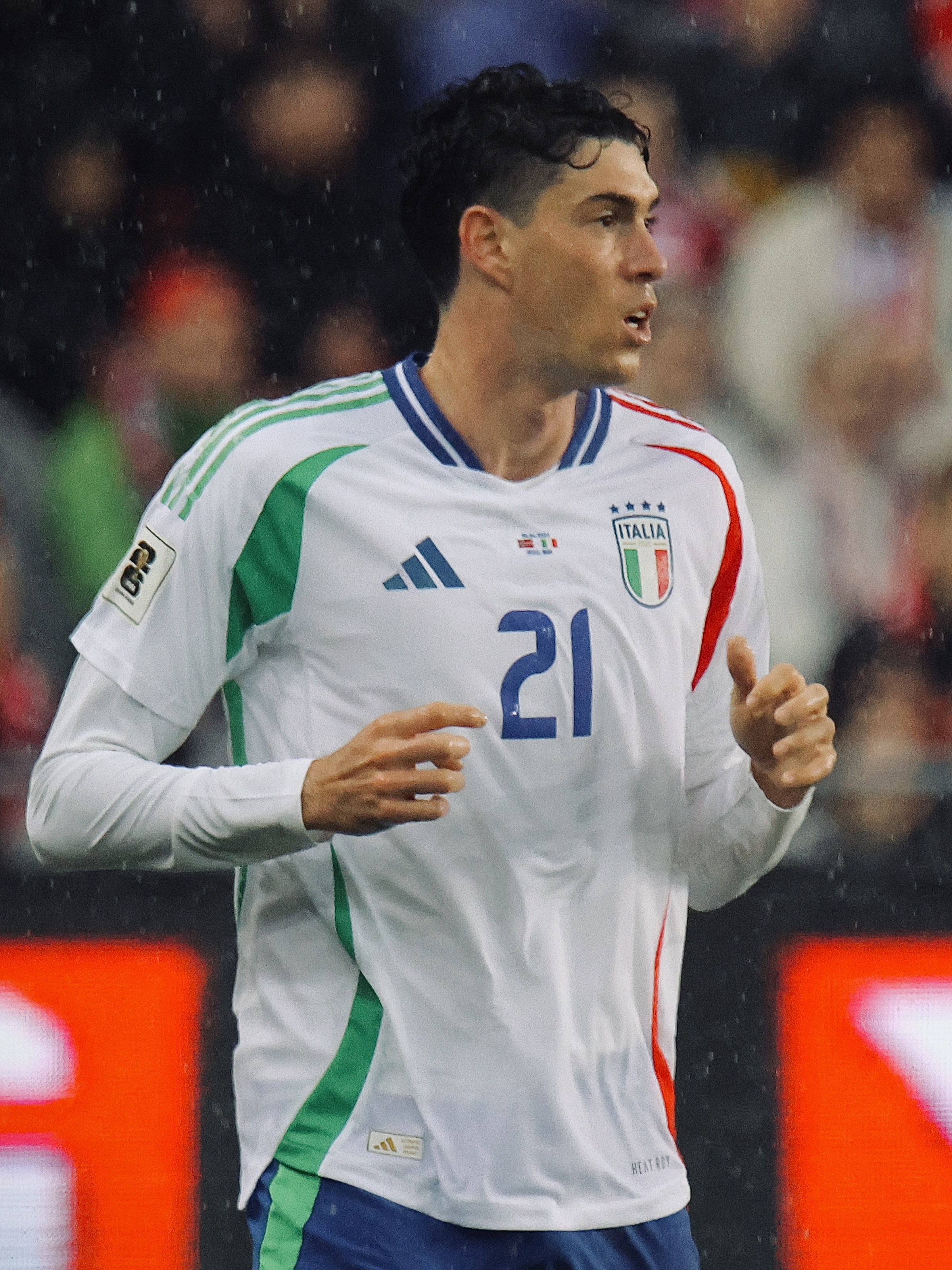
Bastoni in azzurro del 2025

Nel febbraio 2019 viene selezionato per la prima volta dal commissario tecnico Roberto Mancini, per uno stage svolto a Coverciano.
Il 27 agosto 2020 riceve la sua prima convocazione in nazionale, per le partite di UEFA Nations League contro Bosnia ed Erzegovina e Paesi Bassi. Esordisce in nazionale il successivo 11 novembre, a 21 anni, giocando titolare nella partita amichevole vinta 4-0 contro l'Estonia a Firenze. Trova subito spazio, e nel giugno 2021 viene convocato per il Campionato europeo. Ottiene una sola presenza nella manifestazione, giocando titolare nella terza partita del girone vinta 1-0 contro il Galles, e l'11 luglio 2021 si laurea campione d'Europa dopo la finale di Wembley vinta ai rigori contro l'Inghilterra.
Il successivo 30 settembre viene inserito tra i 23 convocati per la fase finale della Nations League, giocando titolare nelle due partite disputate dall'Italia, che ottiene il terzo posto. Il 24 marzo 2022 gioca titolare nella partita di semifinale degli spareggi per la qualificazione al campionato del mondo 2022, persa 1-0 contro la Macedonia del Nord a Palermo, che sancisce l'eliminazione dell'Italia. Indicato dallo stesso Chiellini come suo erede al centro della difesa, Bastoni realizza il suo primo gol in nazionale il 14 giugno 2022, nella partita di Nations League persa per 5-2 contro la Germania a Mönchengladbach.
Nel giugno 2023 viene inserito nella lista dei convocati per la fase finale della Nations League, ma a causa di un attacco febbrile è costretto a saltare la manifestazione e viene sostituito da Buongiorno.
Nel giugno 2024 viene convocato dal nuovo CT Luciano Spalletti per il campionato d'Europa 2024 in Germania, in cui va a segno nella prima partita del girone vinta 2-1 contro l'Albania. Scende in campo da titolare nelle quattro gare disputate dall’Italia, che viene eliminata agli ottavi dalla Svizzera.

## Statistiche

### Presenze e reti nei club
Statistiche aggiornate al 30 giugno 2025.
| Stagione        | Squadra         | Campionato      | Campionato | Campionato | Coppe nazionali | Coppe nazionali | Coppe nazionali | Coppe continentali | Coppe continentali | Coppe continentali | Altre coppe | Altre coppe | Altre coppe | Totale | Totale |
| Stagione        | Squadra         | Comp            | Pres       | Reti       | Comp            | Pres            | Reti            | Comp               | Pres               | Reti               | Comp        | Pres        | Reti        | Pres   | Reti   |
| --------------- | --------------- | --------------- | ---------- | ---------- | --------------- | --------------- | --------------- | ------------------ | ------------------ | ------------------ | ----------- | ----------- | ----------- | ------ | ------ |
| 2016-2017       | Atalanta        | A               | 3          | 0          | CI              | 1               | 0               | -                  | -                  | -                  | -           | -           | -           | 4      | 0      |
| 2017-2018       | Atalanta        | A               | 4          | 0          | CI              | 1               | 0               | UEL                | 0                  | 0                  | -           | -           | -           | 5      | 0      |
| Totale Atalanta | Totale Atalanta | Totale Atalanta | 7          | 0          |                 | 2               | 0               |                    | 0                  | 0                  |             | -           | -           | 9      | 0      |
| 2018-2019       | Parma           | A               | 24         | 1          | CI              | 0               | 0               | -                  | -                  | -                  | -           | -           | -           | 24     | 1      |
| 2019-2020       | Inter           | A               | 25         | 2          | CI              | 3               | 0               | UCL+UEL            | 0+5                | 0                  | -           | -           | -           | 33     | 2      |
| 2020-2021       | Inter           | A               | 33         | 0          | CI              | 2               | 0               | UCL                | 6                  | 0                  | -           | -           | -           | 41     | 0      |
| 2021-2022       | Inter           | A               | 31         | 1          | CI              | 4               | 0               | UCL                | 8                  | 0                  | SI          | 1           | 0           | 44     | 1      |
| 2022-2023       | Inter           | A               | 29         | 0          | CI              | 4               | 0               | UCL                | 12                 | 0                  | SI          | 1           | 0           | 46     | 0      |
| 2023-2024       | Inter           | A               | 28         | 1          | CI              | 1               | 0               | UCL                | 7                  | 0                  | SI          | 1           | 0           | 37     | 1      |
| 2024-2025       | Inter           | A               | 33         | 1          | CI              | 4               | 0               | UCL                | 14                 | 0                  | SI+Cmc      | 2+4         | 0+1         | 57     | 2      |
| 2025-2026       | Inter           | A               | 0          | 0          | CI              | 0               | 0               | UCL                | 0                  | 0                  | SI          | 0           | 0           | 0      | 0      |
| Totale Inter    | Totale Inter    | Totale Inter    | 179        | 5          |                 | 18              | 0               |                    | 52                 | 0                  |             | 9           | 1           | 258    | 6      |
| Totale carriera | Totale carriera | Totale carriera | 210        | 6          |                 | 20              | 0               |                    | 52                 | 0                  |             | 9           | 1           | 291    | 7      |

### Cronologia presenze e reti in nazionale
| Cronologia completa delle presenze e delle reti in nazionale ― Italia | Cronologia completa delle presenze e delle reti in nazionale ― Italia | Cronologia completa delle presenze e delle reti in nazionale ― Italia | Cronologia completa delle presenze e delle reti in nazionale ― Italia | Cronologia completa delle presenze e delle reti in nazionale ― Italia | Cronologia completa delle presenze e delle reti in nazionale ― Italia | Cronologia completa delle presenze e delle reti in nazionale ― Italia | Cronologia completa delle presenze e delle reti in nazionale ― Italia |
| Data                                                                  | Città                                                                 | In casa                                                               | Risultato                                                             | Ospiti                                                                | Competizione                                                          | Reti                                                                  | Note                                                                  |
| --------------------------------------------------------------------- | --------------------------------------------------------------------- | --------------------------------------------------------------------- | --------------------------------------------------------------------- | --------------------------------------------------------------------- | --------------------------------------------------------------------- | --------------------------------------------------------------------- | --------------------------------------------------------------------- |
| 11-11-2020                                                            | Firenze                                                               | Italia                                                                | 4 – 0                                                                 | Estonia                                                               | Amichevole                                                            | -                                                                     |                                                                       |
| 15-11-2020                                                            | Reggio Emilia                                                         | Italia                                                                | 2 – 0                                                                 | Polonia                                                               | UEFA Nations League 2020-2021 - 1º turno                              | -                                                                     |                                                                       |
| 18-11-2020                                                            | Sarajevo                                                              | Bosnia ed Erzegovina                                                  | 0 – 2                                                                 | Italia                                                                | UEFA Nations League 2020-2021 - 1º turno                              | -                                                                     |                                                                       |
| 31-3-2021                                                             | Vilnius                                                               | Lituania                                                              | 0 – 2                                                                 | Italia                                                                | Qual. Mondiali 2022                                                   | -                                                                     | 88’                                                                   |
| 28-5-2021                                                             | Cagliari                                                              | Italia                                                                | 7 – 0                                                                 | San Marino                                                            | Amichevole                                                            | -                                                                     | 72’                                                                   |
| 20-6-2021                                                             | Roma                                                                  | Italia                                                                | 1 – 0                                                                 | Galles                                                                | Euro 2020 - 1º turno                                                  | -                                                                     |                                                                       |
| 8-9-2021                                                              | Reggio Emilia                                                         | Italia                                                                | 5 – 0                                                                 | Lituania                                                              | Qual. Mondiali 2022                                                   | -                                                                     |                                                                       |
| 6-10-2021                                                             | Milano                                                                | Italia                                                                | 1 – 2                                                                 | Spagna                                                                | UEFA Nations League 2020-2021 - Semifinale                            | -                                                                     |                                                                       |
| 10-10-2021                                                            | Torino                                                                | Italia                                                                | 2 – 1                                                                 | Belgio                                                                | UEFA Nations League 2020-2021 - Finale 3º posto                       | -                                                                     |                                                                       |
| 24-3-2022                                                             | Palermo                                                               | Italia                                                                | 0 – 1                                                                 | Macedonia del Nord                                                    | Qual. Mondiali 2022                                                   | -                                                                     |                                                                       |
| 29-3-2022                                                             | Konya                                                                 | Turchia                                                               | 2 – 3                                                                 | Italia                                                                | Amichevole                                                            | -                                                                     | 76’                                                                   |
| 1-6-2022                                                              | Londra                                                                | Italia                                                                | 0 – 3                                                                 | Argentina                                                             | Coppa dei Campioni CONMEBOL-UEFA 2022                                 | -                                                                     | 77’                                                                   |
| 4-6-2022                                                              | Bologna                                                               | Italia                                                                | 1 – 1                                                                 | Germania                                                              | UEFA Nations League 2022-2023 - 1º turno                              | -                                                                     | 80’                                                                   |
| 7-6-2022                                                              | Cesena                                                                | Italia                                                                | 2 – 1                                                                 | Ungheria                                                              | UEFA Nations League 2022-2023 - 1º turno                              | -                                                                     |                                                                       |
| 14-6-2022                                                             | Mönchengladbach                                                       | Germania                                                              | 5 – 2                                                                 | Italia                                                                | UEFA Nations League 2022-2023 - 1º turno                              | 1                                                                     |                                                                       |
| 26-9-2022                                                             | Budapest                                                              | Ungheria                                                              | 0 – 2                                                                 | Italia                                                                | UEFA Nations League 2022-2023 - 1º turno                              | -                                                                     | 46’                                                                   |
| 16-11-2022                                                            | Tirana                                                                | Albania                                                               | 1 – 3                                                                 | Italia                                                                | Amichevole                                                            | -                                                                     |                                                                       |
| 9-9-2023                                                              | Skopje                                                                | Macedonia del Nord                                                    | 1 – 1                                                                 | Italia                                                                | Qual. Euro 2024                                                       | -                                                                     |                                                                       |
| 12-9-2023                                                             | Milano                                                                | Italia                                                                | 2 – 1                                                                 | Ucraina                                                               | Qual. Euro 2024                                                       | -                                                                     |                                                                       |
| 14-10-2023                                                            | Bari                                                                  | Italia                                                                | 4 – 0                                                                 | Malta                                                                 | Qual. Euro 2024                                                       | -                                                                     |                                                                       |
| 17-10-2023                                                            | Londra                                                                | Inghilterra                                                           | 3 – 1                                                                 | Italia                                                                | Qual. Euro 2024                                                       | -                                                                     | 63’                                                                   |
| 24-3-2024                                                             | Harrison                                                              | Ecuador                                                               | 0 – 2                                                                 | Italia                                                                | Amichevole                                                            | -                                                                     |                                                                       |
| 4-6-2024                                                              | Bologna                                                               | Italia                                                                | 0 – 0                                                                 | Turchia                                                               | Amichevole                                                            | -                                                                     |                                                                       |
| 15-6-2024                                                             | Dortmund                                                              | Italia                                                                | 2 – 1                                                                 | Albania                                                               | Euro 2024 - 1º turno                                                  | 1                                                                     |                                                                       |
| 20-6-2024                                                             | Gelsenkirchen                                                         | Spagna                                                                | 1 – 0                                                                 | Italia                                                                | Euro 2024 - 1º turno                                                  | -                                                                     |                                                                       |
| 24-6-2024                                                             | Lipsia                                                                | Croazia                                                               | 1 – 1                                                                 | Italia                                                                | Euro 2024 - 1º turno                                                  | -                                                                     |                                                                       |
| 29-6-2024                                                             | Berlino                                                               | Svizzera                                                              | 2 – 0                                                                 | Italia                                                                | Euro 2024 - Ottavi di finale                                          | -                                                                     |                                                                       |
| 6-9-2024                                                              | Parigi                                                                | Francia                                                               | 1 – 3                                                                 | Italia                                                                | UEFA Nations League 2024-2025 - 1º turno                              | -                                                                     |                                                                       |
| 9-9-2024                                                              | Budapest                                                              | Israele                                                               | 1 – 2                                                                 | Italia                                                                | UEFA Nations League 2024-2025 - 1º turno                              | -                                                                     |                                                                       |
| 10-10-2024                                                            | Roma                                                                  | Italia                                                                | 2 – 2                                                                 | Belgio                                                                | UEFA Nations League 2024-2025 - 1º turno                              | -                                                                     |                                                                       |
| 14-10-2024                                                            | Udine                                                                 | Italia                                                                | 4 – 1                                                                 | Israele                                                               | UEFA Nations League 2024-2025 - 1º turno                              | -                                                                     |                                                                       |
| 14-11-2024                                                            | Bruxelles                                                             | Belgio                                                                | 0 – 1                                                                 | Italia                                                                | UEFA Nations League 2024-2025 - 1º turno                              | -                                                                     | 45+2’                                                                 |
| 17-11-2024                                                            | Milano                                                                | Italia                                                                | 1 – 3                                                                 | Francia                                                               | UEFA Nations League 2024-2025 - 1º turno                              | -                                                                     |                                                                       |
| 20-3-2025                                                             | Milano                                                                | Italia                                                                | 1 – 2                                                                 | Germania                                                              | UEFA Nations League 2024-2025 - Quarti di finale                      | -                                                                     |                                                                       |
| 23-3-2025                                                             | Dortmund                                                              | Germania                                                              | 3 – 3                                                                 | Italia                                                                | UEFA Nations League 2024-2025 - Quarti di finale                      | -                                                                     | 79’                                                                   |
| 6-6-2025                                                              | Oslo                                                                  | Norvegia                                                              | 3 – 0                                                                 | Italia                                                                | Qual. Mondiali 2026                                                   | -                                                                     |                                                                       |
| 9-6-2025                                                              | Reggio Emilia                                                         | Italia                                                                | 2 – 0                                                                 | Moldavia                                                              | Qual. Mondiali 2026                                                   | -                                                                     |                                                                       |
| Totale                                                                |                                                                       | Presenze                                                              | 37                                                                    |                                                                       | Reti                                                                  | 2                                                                     |                                                                       |

| Cronologia completa delle presenze e delle reti in nazionale ― Italia under 21 | Cronologia completa delle presenze e delle reti in nazionale ― Italia under 21 | Cronologia completa delle presenze e delle reti in nazionale ― Italia under 21 | Cronologia completa delle presenze e delle reti in nazionale ― Italia under 21 | Cronologia completa delle presenze e delle reti in nazionale ― Italia under 21 | Cronologia completa delle presenze e delle reti in nazionale ― Italia under 21 | Cronologia completa delle presenze e delle reti in nazionale ― Italia under 21 | Cronologia completa delle presenze e delle reti in nazionale ― Italia under 21 |
| Data                                                                           | Città                                                                          | In casa                                                                        | Risultato                                                                      | Ospiti                                                                         | Competizione                                                                   | Reti                                                                           | Note                                                                           |
| ------------------------------------------------------------------------------ | ------------------------------------------------------------------------------ | ------------------------------------------------------------------------------ | ------------------------------------------------------------------------------ | ------------------------------------------------------------------------------ | ------------------------------------------------------------------------------ | ------------------------------------------------------------------------------ | ------------------------------------------------------------------------------ |
| 11-10-2018                                                                     | Udine                                                                          | Italia under 21                                                                | 0 – 1                                                                          | Belgio under 21                                                                | Amichevole                                                                     | -                                                                              | 59’                                                                            |
| 15-10-2018                                                                     | Vicenza                                                                        | Italia under 21                                                                | 2 – 0                                                                          | Tunisia under 21                                                               | Amichevole                                                                     | -                                                                              | 79’                                                                            |
| 15-11-2018                                                                     | Ferrara                                                                        | Italia under 21                                                                | 1 – 2                                                                          | Inghilterra under 21                                                           | Amichevole                                                                     | -                                                                              | 64’                                                                            |
| 19-11-2018                                                                     | Reggio Emilia                                                                  | Italia under 21                                                                | 1 – 2                                                                          | Germania under 21                                                              | Amichevole                                                                     | -                                                                              | 61’                                                                            |
| 25-3-2019                                                                      | Frosinone                                                                      | Italia under 21                                                                | 2 – 2                                                                          | Croazia under 21                                                               | Amichevole                                                                     | 1                                                                              | 87’                                                                            |
| 16-6-2019                                                                      | Bologna                                                                        | Italia under 21                                                                | 3 – 1                                                                          | Spagna under 21                                                                | Europeo Under-21 2019 - 1º turno                                               | -                                                                              | 88’                                                                            |
| 19-6-2019                                                                      | Bologna                                                                        | Italia under 21                                                                | 0 – 1                                                                          | Polonia under 21                                                               | Europeo Under-21 2019 - 1º turno                                               | -                                                                              |                                                                                |
| 22-6-2019                                                                      | Reggio Emilia                                                                  | Belgio under 21                                                                | 1 – 3                                                                          | Italia under 21                                                                | Europeo Under-21 2019 - 1º turno                                               | -                                                                              |                                                                                |
| 6-9-2019                                                                       | Catania                                                                        | Italia under 21                                                                | 4 – 0                                                                          | Moldavia under 21                                                              | Amichevole                                                                     | -                                                                              |                                                                                |
| 10-9-2019                                                                      | Castel di Sangro                                                               | Italia under 21                                                                | 5 – 0                                                                          | Lussemburgo under 21                                                           | Qual. Europeo Under-21 2021                                                    | -                                                                              |                                                                                |
| 10-10-2019                                                                     | Dublino                                                                        | Irlanda under 21                                                               | 0 – 0                                                                          | Italia under 21                                                                | Qual. Europeo Under-21 2021                                                    | -                                                                              | 45+1’                                                                          |
| 14-10-2019                                                                     | Erevan                                                                         | Armenia under 21                                                               | 0 – 1                                                                          | Italia under 21                                                                | Qual. Europeo Under-21 2021                                                    | -                                                                              |                                                                                |
| Totale                                                                         |                                                                                | Presenze                                                                       | 12                                                                             |                                                                                | Reti                                                                           | 1                                                                              |                                                                                |

## Palmarès

### Club

#### Competizioni giovanili
- Campionato Nazionale Under-17: 1

Atalanta: 2015-2016
- Supercoppa Under-17: 1

Atalanta: 2016
- Torneo Città di Arco: 1

Atalanta: 2016

#### Competizioni nazionali
- Campionato italiano: 2

Inter: 2020-2021, 2023-2024
- Supercoppa italiana: 3

Inter: 2021, 2022, 2023
- Coppa Italia: 2

Inter: 2021-2022, 2022-2023

### Nazionale
- Campionato d'Europa: 1

Europa 2020

### Individuale
- Gran Galà del calcio AIC: 3

Squadra dell'anno: 2021, 2023, 2024
- Squadra della stagione della UEFA Champions League: 2

2022-2023, 2024-2025
- Premi Lega Serie A: 2

Miglior difensore: 2023-2024, 2024-2025